# کورس سلحشور
کورس سلحشور نمایشنامه‌نویس ایرانی و عضو گروه هنر ملّی بود. از کارهای نامدار سلحشور نمایشنامهٔ آلونک است که سال ۱۹۶۵ میلادی به کارگردانی عباس جوانمرد در تماشاخانه شهر در پاریس به نمایش درآمد. از نمایشنامه‌های دیگر سلحشور کورش پسر ماندانا بود که در جشنوارهٔ نمایش‌های ایرانی برای گشایش تماشاخانهٔ سنگلج در پاییز ۱۳۴۴ به نمایش درآمد.

## نوشته‌ها

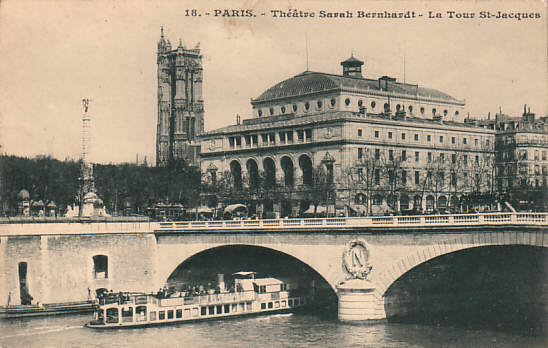
«تماشاخانهٔ شهر» پاریس که در زمانِ نمایشِ آلونک (۱۹۶۵) به نامِ سارا برنارد ناموَر بود. در فستیوال تئاتر ملل آن سال دو نمایشِ فرانکو زفیرلی با بازیِ آنا مانیانی (نسخهٔ نمایشیِ «ماده‌گرگ» جووانی ورگا و اقتباسِ ژراردو گرییری از رومئو و ژولیتِ شکسپیر) بیش از کار سلحشور اقبال یافت.

- گزیده‌ی آثار کورس سلحشور، تهران: نشر قطره. ۱۳۸۹.